# 25 (альбом «Скрябіна»)
«25» — шістнадцятий офіційний студійний альбом гурту «Скрябін», вийшов 4 квітня 2014, спеціально до ювілею гурту — 25-річчя. Останній альбом гурту, що вийшов за життя фронтмена колективу Кузьми.

## Про альбом
Альбом — це такий собі збірник нових популярних пісень гурту. Цей диск приділяє велику увагу фанам гурту. Цифри 25 по центру альбому складаються з великої кількості фотографій фанатів. Також фанам присвячена пісня «Дякую Люди».
Пісню «Історія» Кузьма написав під час Євромайдану. Разом з аудіо вийшов відеокліп, який складається з різних фрагментів тодішніх зимових подій.
Для презентації нового альбому гурт вирушив у Всеукраїнське турне країною, яке стартувало 4 квітня в київському клубі Stereo Plaza. Однак тур довелося припинити через складну ситуацію на сході України.
Запис, зведення та мастеринг альбому зроблено в студії «На Хаті рекордз», м. Васильків, саунд-продюсер — Олександр Садовець.

## Композиції
| #     | Назва                   | Автор слів   | Автор музики | Тривалість |
| ----- | ----------------------- | ------------ | ------------ | ---------- |
| 1.    | «Дельфіни»              | А. Кузьменко | А. Кузьменко | 3:10       |
| 2.    | «Глобус»                | А. Кузьменко | А. Кузьменко | 3:39       |
| 3.    | «Медляк»                | А. Кузьменко | А. Кузьменко | 3:45       |
| 4.    | «Паром»                 | А. Кузьменко | А. Кузьменко | 2:26       |
| 5.    | «Порш пана мера»        | А. Кузьменко | А. Кузьменко | 3:47       |
| 6.    | «Історія»               | А. Кузьменко | А. Кузьменко | 3:11       |
| 7.    | «Дякую Люди»            | А. Кузьменко | А. Кузьменко | 2:39       |
| 8.    | «Амнезія»               | А. Кузьменко | А. Кузьменко | 2:58       |
| 9.    | «Протилежні»            | А. Кузьменко | А. Кузьменко | 3:17       |
| 10.   | «Хочу тебе не загубити» | А. Кузьменко | А. Кузьменко | 3:15       |
| 11.   | «Злий»                  | А. Кузьменко | А. Кузьменко | 2:18       |
| 12.   | «Інтимікс (медляк)»     | А. Кузьменко | А. Кузьменко | 3:03       |
| 37:29 |                         |              |              |            |

## Музиканти
- Андрій Кузьменко (Кузьма) — вокал
- Олексій Зволинський (Зваля) — гітара
- Костянтин Сухоносов — клавішні
- Костянтин Глітін — бас
- Вадим Колісніченко — барабани